# Čeplje, Kočevje
Čeplje so naselje v občini Kočevje.